# Eurodryas impunctata
Eurodryas impunctata är en fjärilsart som beskrevs av Schultz 1906. Eurodryas impunctata ingår i släktet Eurodryas och familjen praktfjärilar. Inga underarter finns listade i Catalogue of Life.